# Andròmaca
|  | Per a altres significats, vegeu «Andròmaca (desambiguació)». |

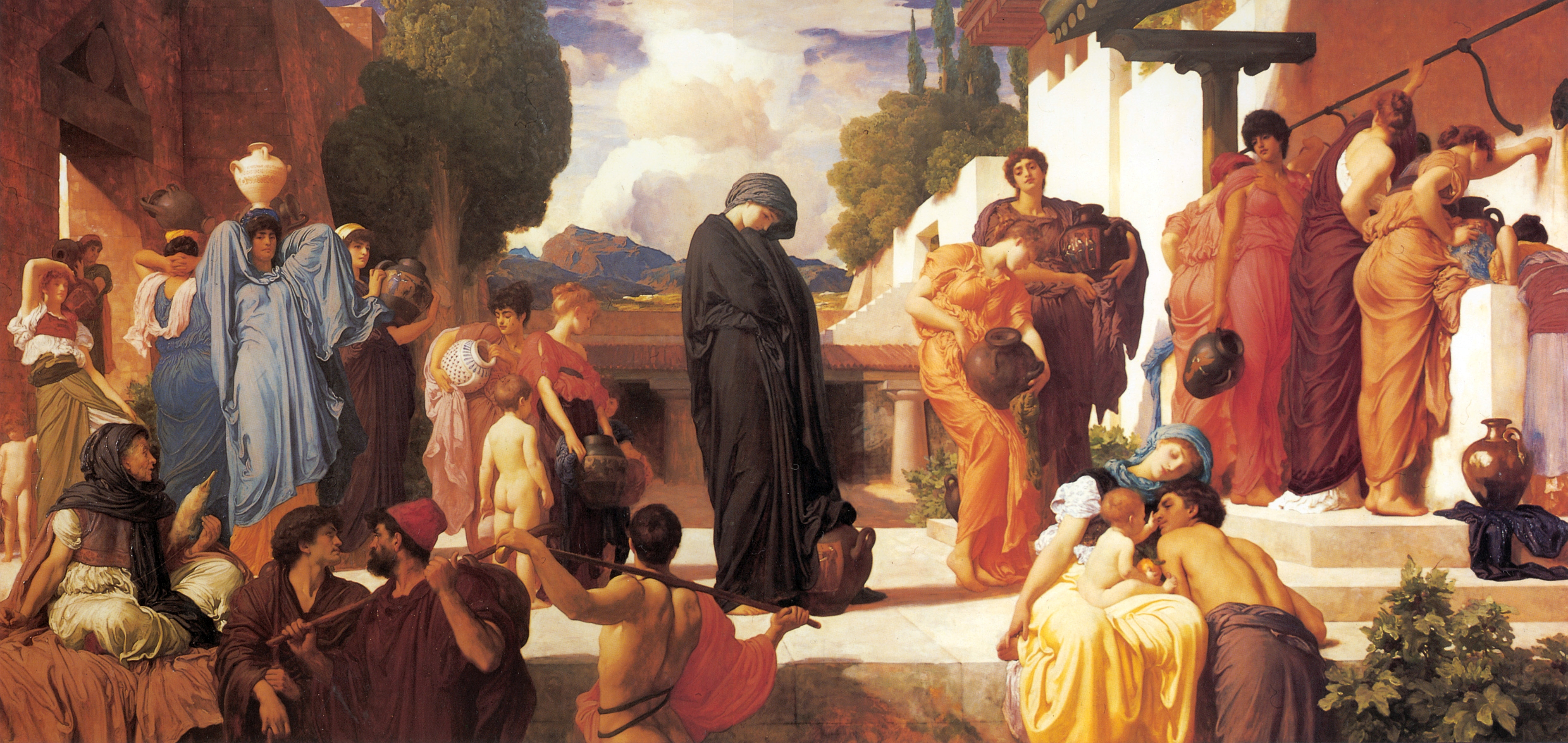
Andròmaca en captivitat, de Frederic Leighton (ca 1886).

Segons la mitologia grega, Andròmaca (en grec antic Άνδρομάχη) era la filla d'Eeció i va ser esposa d'Hèctor de Troia. El seu nom significa «batalla d'un home».
Va néixer a Tebes de Mísia, ciutat governada pel seu pare. Aquesta ciutat, abans de començar el novè any de la guerra de Troia, va ser saquejada per Aquil·les, que va matar el pare d'Andròmaca i els seus set germans.
De ben jove, fou promesa amb el príncep Hèctor, hereu del rei Príam de Troia, i es traslladà a la ciutat troiana, on nasqué el seu fill Astíanax. Durant la guerra de Troia, el seu espòs fou mort per Aquil·les i el seu fill assassinat pel fill d'Aquil·les, Neoptòlem, (segons algunes versions, Neoptòlem perdonà Astíanax. A la Tragèdia "Les Troianes" és Ulisses qui ordena matar Astianax. Neoptòlem obtingué Andròmaca com a botí de guerra i se la quedà com a esclava juntament amb el seu cunyat Helen. De les relacions d'Andròmaca i Neoptòlem, en nasqueren Molós, (rei de l'Epir i ascendent, segons Alexandre el Gran, d'Olímpia de l'Epir), Píel i Pèrgam. La fertilitat Andròmaca, que era només concubina, va despertar la gelosia de la reina, Hermíone, la qual va intentar matar els seus fills. Després que Neoptòlem morís a mans d'Orestes en un viatge a Delfos per consultar l'oracle, Andròmaca va aconseguir salvar la seva vida gràcies a la intervenció de Peleu, pare d'Aquil·les i avi de Neoptòlem. Quan el seu amo morí, Andròmaca aconseguí la llibertat i es casà amb Helen. Tingueren un fill anomenat Cestrinus. Segons L'Eneida de Virgili, s'instal·laren a Brutint (actual Albània), on acolliren uns dies Enees i la seva gent que viatjaven cap al Laci. Quan Helen va morir, sembla que Andròmaca va acompanyar el seu fill Pèrgam fins a Mísia, on aquest va fundar una ciutat que portà el seu nom, Pèrgam. El noi va edificar un temple en honor de la seva mare. La tradició explica que Andròmaca era una dona alta, bruna i de caràcter dominant.